# Allan (Saskatchewan)
Pour les articles homonymes, voir Allan.
Alameda est une ville de la Saskatchewan (Canada)

## Géographie
Située dans le centre-sud de la province, Allan est située à 60 km à au sud-est de Saskatoon.

## Histoire
Incorporé en village le 9 juin 1910, les premiers habitants arrive dans la région en 1903. Allan est incorporée en ville en 1965.
En 2019, l'aréna locale, alors nommé Allan & District Communiplex est renommé Logan Schatz Memorial Rink. Ce nom commémore Logan Schatz, provenant d'Allan et capitaine des Broncos de Humboldt lors de l'accident d'autobus des Broncos de Humboldt (en) dans lequel il trouve la mort. Schatz était reconnu comme un leader naturel et un excellent patineur.

## Démographie
| 2006 | 2011 | 2016 |
| ---- | ---- | ---- |
| 631  | 648  | 644  |

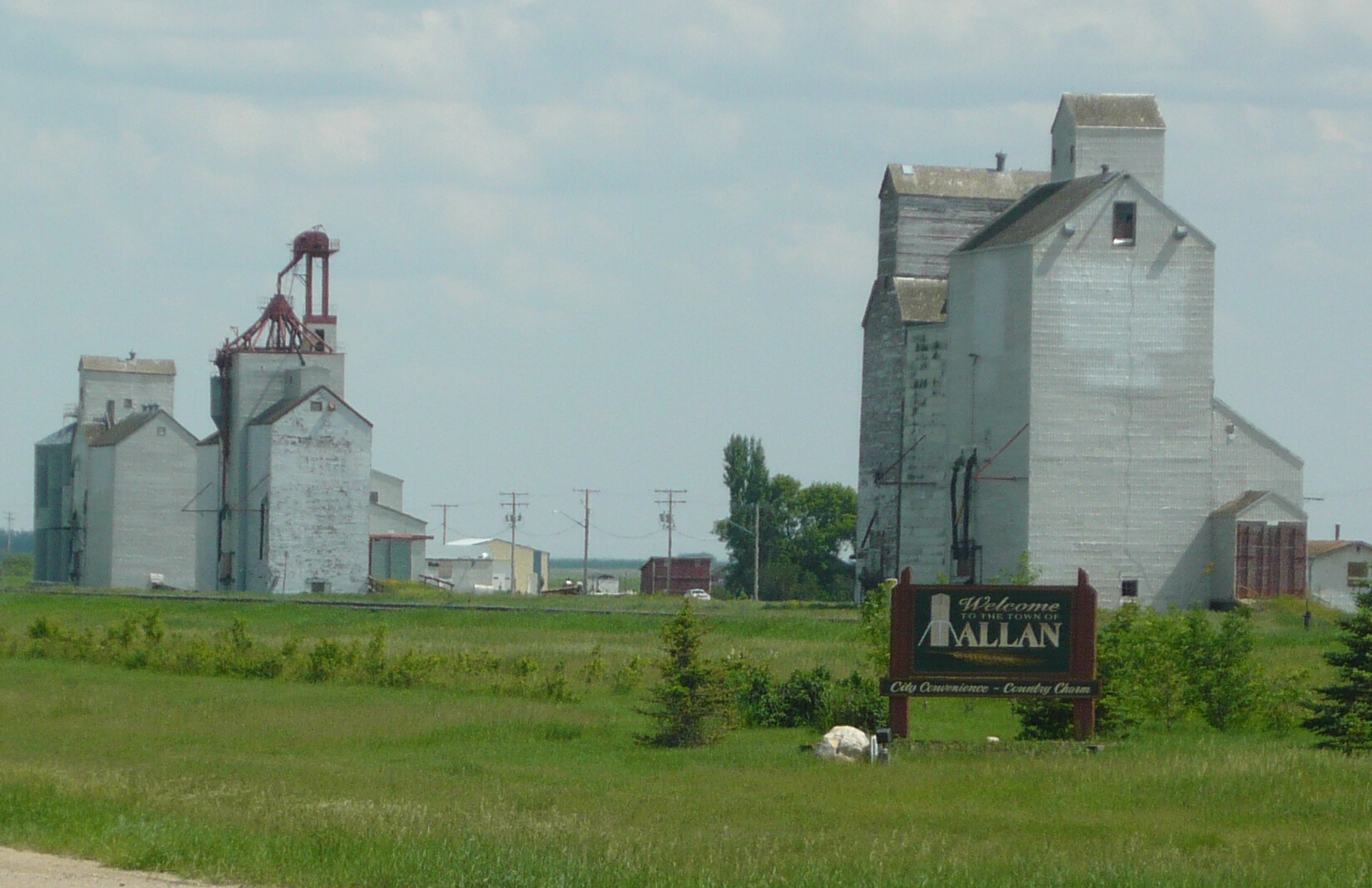
Élévateurs à grain à Allan.

## Personnalité liée à Allan
- Jared Cowen (né en 1991), joueur de hockey sur glace